# كيم إلتون
كيم إلتون (بالإنجليزية: Kim Elton)‏ هو صحفي ومُحرِّر وسياسي أمريكي، ولد في 9 أبريل 1948 في هافري في الولايات المتحدة. حزبياً، نشط في الحزب الديمقراطي. وقد انتخب عضو مجلس ولاية ألاسكا.